# Тобі Кеббелл
Тобі Кеббелл (англ. Tobias Alistair P. "Toby" Kebbell) (нар. 9 липня 1982, Понтефракт, Велика Британія) — англійський кіно- та телеактор, відомий за ролями у фільмах «Олександр», «Рок-н-рольник», «Принц Персії: Піски часу», «Учень чаклуна», «Бойовий кінь» та «Бен-Гур».

## Фільмографія

### Кіно
| Рік  |    | Українська назва         | Оригінальна назва                         | Роль                        |
| ---- | -- | ------------------------ | ----------------------------------------- | --------------------------- |
| 2004 | ф  | Черевики мерця           | англ. Dead Man's Shoes                    | Ентоні                      |
| 2004 | кф | Північна душа            | англ. Northern Soul                       | Марк Шерберт                |
| 2004 | ф  | Олександр                | англ. Alexander                           | Павсаній                    |
| 2005 | ф  | Матч-пойнт               | англ. Match Point                         | поліцейський                |
| 2006 | ф  | Дикість                  | англ. Wilderness                          | Каллум                      |
| 2007 | ф  | Контроль                 | англ. Control                             | Роб Греттон                 |
| 2008 | ф  | Рок-н-рольник            | англ. RocknRolla                          | Джонні Квід                 |
| 2009 | ф  | Шері                     | англ. Chéri                               | покровитель                 |
| 2010 | ф  | Принц Персії: Піски часу | англ. Prince of Persia: The Sands of Time | Гарсів                      |
| 2010 | ф  | Учень чаклуна            | англ. The Sorcerer's Apprentice           | Дрейк Стоун                 |
| 2010 | ф  | Змовниця                 | англ. The Conspirator                     | Джон Бут                    |
| 2011 | ф  | Ветеран                  | англ. The Veteran                         | Роберт Міллер               |
| 2011 | кф | Закутий в наручники      | англ. Handcuffed                          | син                         |
| 2011 | ф  | Бойовий кінь             | англ. War Horse                           | Колін                       |
| 2012 | ф  | Гнів Титанів             | англ. Wrath of the Titans                 | Агенор                      |
| 2013 | ф  | Схід                     | англ. The East                            | лікар                       |
| 2013 | ф  | Радник                   | англ. The Counselor                       | Тоні                        |
| 2014 | ф  | Світанок планети мавп    | англ. Dawn of the Planet of the Apes      | Коба                        |
| 2015 | ф  | Фантастична четвірка     | англ. Fantastic Four                      | Віктор ван Дум / Доктор Дум |
| 2015 | ф  | Мізинець Будди           | англ. Buddha's Little Finger              | Петро Пустота               |
| 2016 | ф  | Warcraft: Початок        | англ. Warcraft                            | Дуротан                     |
| 2016 | ф  | Бен-Гур                  | англ. Ben-Hur                             | Мессала                     |
| 2016 | ф  | Голос монстра            | англ. A Monster Calls                     | батько Конора               |
| 2016 | ф  | Золото                   | англ. Gold                                | агент ФБР Дженнінгс         |
| 2017 | ф  | Конг: Острів Черепа      | англ. Kong: Skull Island                  | майор Чепмен                |
| 2017 | ф  |                          | англ. The Female Brain                    | Кевін                       |
| 2017 | ф  | Війна за планету мавп    | англ. War for the Planet of the Apes      | шимпанзе Коба               |
| 2017 | мф |                          | англ. A Wizard's Tale                     | Террі Декстер               |
| 2018 | ф  | Погоня за ураганом       | англ. The Hurricane Heist                 | Вілл                        |
| 2018 | ф  |                          | англ. Destroyer                           | Сайлас                      |
| 2018 | ф  |                          | англ. The Angel                           | Денні Ароя                  |
| 2019 | ф  |                          | англ. Daniel                              | Джеймс Фоулі                |
| 2020 | ф  |                          | англ. Becoming                            | Алекс                       |
| 2020 | ф  | Бладшот                  | англ. Bloodshot                           | Ейкс                        |
|      | ф  |                          | англ. Midday Sun                          | Ліам                        |

### Телебачення
| Рік       |    | Українська назва       | Оригінальна назва                        | Роль                                         |
| --------- | -- | ---------------------- | ---------------------------------------- | -------------------------------------------- |
| 2000      | с  | Гаряча практика        | англ. Peak Practice                      | Грехем                                       |
| 2005      | с  | Шекспір на новий лад   | англ. ShakespeaRe-Told                   | Малькольм                                    |
| 2006      | тф | Народжені рівними      | англ. Born Equal                         | 2-й жебрак                                   |
| 2007      | тф | Командувач: Вікна Душі | англ. The Commander: Windows of the Soul | Джиммі Баннерман                             |
| 2007      | с  | Вулиця                 | англ. The Street                         | Пол Біллертон                                |
| 2008      | тф | Німець                 | англ. The German                         | Бартон                                       |
| 2009      | тф | Чай і печиво           | англ. Tea and Biscuits                   | Біллі                                        |
| 2011      | с  | Чорне дзеркало         | англ. Black Mirror                       | Ліам Фоксвелл (епізод «Історія твого життя») |
| 2013      | с  | Майстер втечі          | англ. The Escape Artist                  | Ліам Фойл                                    |
| 2018      | с  |                        | англ. Dream Corp LLC                     | Пацієнт 101 / Леслі Крукс                    |
| 2019—2023 | с  | Дім з прислугою        | англ. Servant                            | Шон Тернер                                   |
| 2023—2024 | с  | Заради всього людства  | англ. For All Mankind                    | Майлз Дейл                                   |

### Озвучення відеоігор
| Рік  |    | Українська назва            | Оригінальна назва           | Роль            |
| ---- | -- | --------------------------- | --------------------------- | --------------- |
| 2011 | вг | Star Wars: The Old Republic | Star Wars: The Old Republic | другорядні ролі |